# Boigneville
Ne pas confondre avec Boigneville, hameau de la commune d'Yermenonville en Eure-et-Loir.
Boigneville (prononcé [bwaɲ(ə)vil] ) est une commune française située à cinquante-huit kilomètres au sud-est de Paris dans le département de l'Essonne en région Île-de-France.
Ses habitants sont appelés les Boignevillois.

## Géographie

### Situation
| Type d’occupation           | Pourcentage | Superficie (en hectares) |
| --------------------------- | ----------- | ------------------------ |
| Espace urbain construit     | 2,5 %       | 38,72                    |
| Espace urbain non construit | 2,0 %       | 31,61                    |
| Espace rural                | 95,5 %      | 1 506,30                 |
| Source : Iaurif             |             |                          |

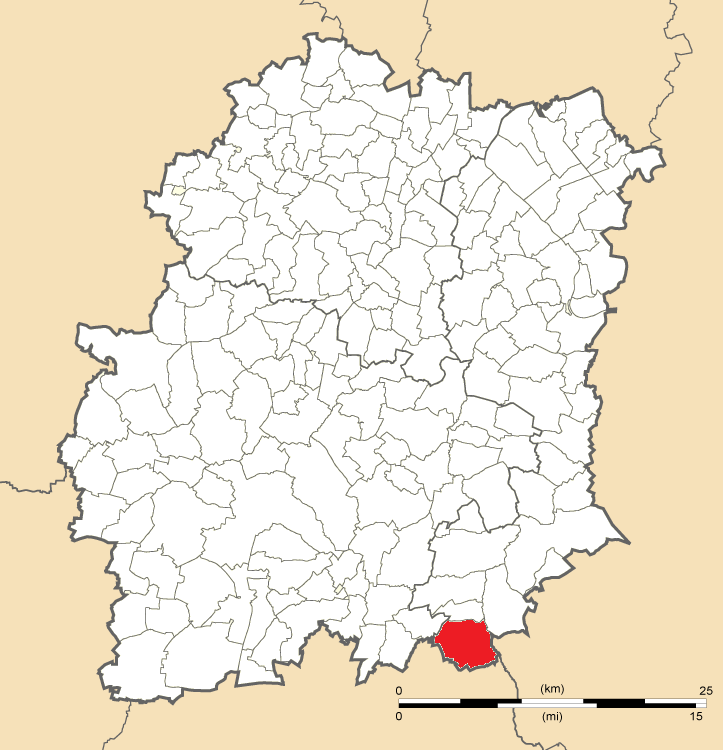
Position de Boigneville en Essonne.

Boigneville est située à cinquante-huit kilomètres au sud-est de Paris-Notre-Dame, point zéro des routes de France, trente-quatre kilomètres au sud-ouest d'Évry, dix kilomètres au sud-ouest de Milly-la-Forêt, dix-sept kilomètres au sud de La Ferté-Alais, dix-neuf kilomètres au sud-est d'Étampes, trente kilomètres au sud-est d'Arpajon, trente-deux kilomètres au sud-ouest de Corbeil-Essonnes, trente-quatre kilomètres au sud-est de Dourdan, trente-cinq kilomètres au sud-est de Montlhéry, quarante-trois kilomètres au sud-est de Palaiseau.

### Hydrographie
La commune est traversée par la rivière l'Essonne.

### Relief et géologie
Le point le plus bas de la commune est situé à soixante-sept mètres d'altitude et le point culminant à cent-quarante-trois mètres.

### Communes limitrophes
| Champmotteux        | Prunay-sur-Essonne         | Buno-Bonnevaux                       |
|                     | Boigneville                | Nanteau-sur-Essonne (Seine-et-Marne) |
| Nangeville (Loiret) | Orveau-Bellesauve (Loiret) | Malesherbes (Loiret)                 |

### Climat
Pour des articles plus généraux, voir Climat de l'Île-de-France et Climat de l'Essonne.
En 2010, le climat de la commune est de type climat océanique dégradé des plaines du Centre et du Nord, selon une étude du CNRS s'appuyant sur une série de données couvrant la période 1971-2000. En 2020, Météo-France publie une typologie des climats de la France métropolitaine dans laquelle la commune est exposée à un climat océanique altéré et est dans la région climatique Sud-ouest du bassin Parisien, caractérisée par une faible pluviométrie, notamment au printemps (120 à 150 mm) et un hiver froid (3,5 °C). 
Pour la période 1971-2000, la température annuelle moyenne est de 11,1 °C, avec une amplitude thermique annuelle de 15,4 °C. Le cumul annuel moyen de précipitations est de 663 mm, avec 10,8 jours de précipitations en janvier et 7,5 jours en juillet. Pour la période 1991-2020, la température moyenne annuelle observée sur la station météorologique installée sur la commune est de 11,5 °C et le cumul annuel moyen de précipitations est de 615,6 mm,. Pour l'avenir, les paramètres climatiques de la commune estimés pour 2050 selon différents scénarios d'émission de gaz à effet de serre sont consultables sur un site dédié publié par Météo-France en novembre 2022.
| Mois                                  | jan.             | fév.             | mars           | avril         | mai           | juin           | jui.          | août           | sep.          | oct.            | nov.             | déc.             | année      |
| ------------------------------------- | ---------------- | ---------------- | -------------- | ------------- | ------------- | -------------- | ------------- | -------------- | ------------- | --------------- | ---------------- | ---------------- | ---------- |
| Température minimale moyenne (°C)     | 1,7              | 1,4              | 3,3            | 5,3           | 8,7           | 11,7           | 13,6          | 13,4           | 10,4          | 7,9             | 4,4              | 2,1              | 7          |
| Température moyenne (°C)              | 4,3              | 4,8              | 7,8            | 10,6          | 14            | 17,3           | 19,9          | 19,6           | 15,9          | 12              | 7,4              | 4,6              | 11,5       |
| Température maximale moyenne (°C)     | 6,9              | 8,2              | 12,3           | 15,9          | 19,4          | 22,9           | 26            | 25,8           | 21,4          | 16,1            | 10,5             | 7,2              | 16,1       |
| Record de froid (°C) date du record   | −19,7 17.01.1985 | −12,6 07.02.1991 | −11,6 01.03.05 | −4,3 07.04.21 | −0,1 06.05.19 | 1,4 05.06.1991 | 4 04.07.1984  | 4,6 31.08.1986 | 2 19.09.1994  | −3,3 30.10.1997 | −10,7 24.11.1998 | −11,5 31.12.1985 | −19,7 1985 |
| Record de chaleur (°C) date du record | 15,5 30.01.02    | 21,4 24.02.1990  | 25,5 31.03.21  | 28,4 21.04.18 | 31,6 28.05.17 | 37,2 27.06.11  | 40,9 25.07.19 | 39,7 06.08.03  | 34,7 14.09.20 | 30,3 01.10.1985 | 21,8 07.11.15    | 17,2 16.12.1989  | 40,9 2019  |
| Précipitations (mm)                   | 47,6             | 44               | 43             | 46,9          | 62,5          | 50             | 51            | 49,7           | 49,8          | 58,1            | 54               | 59               | 615,6      |

### Voies de communication et transports

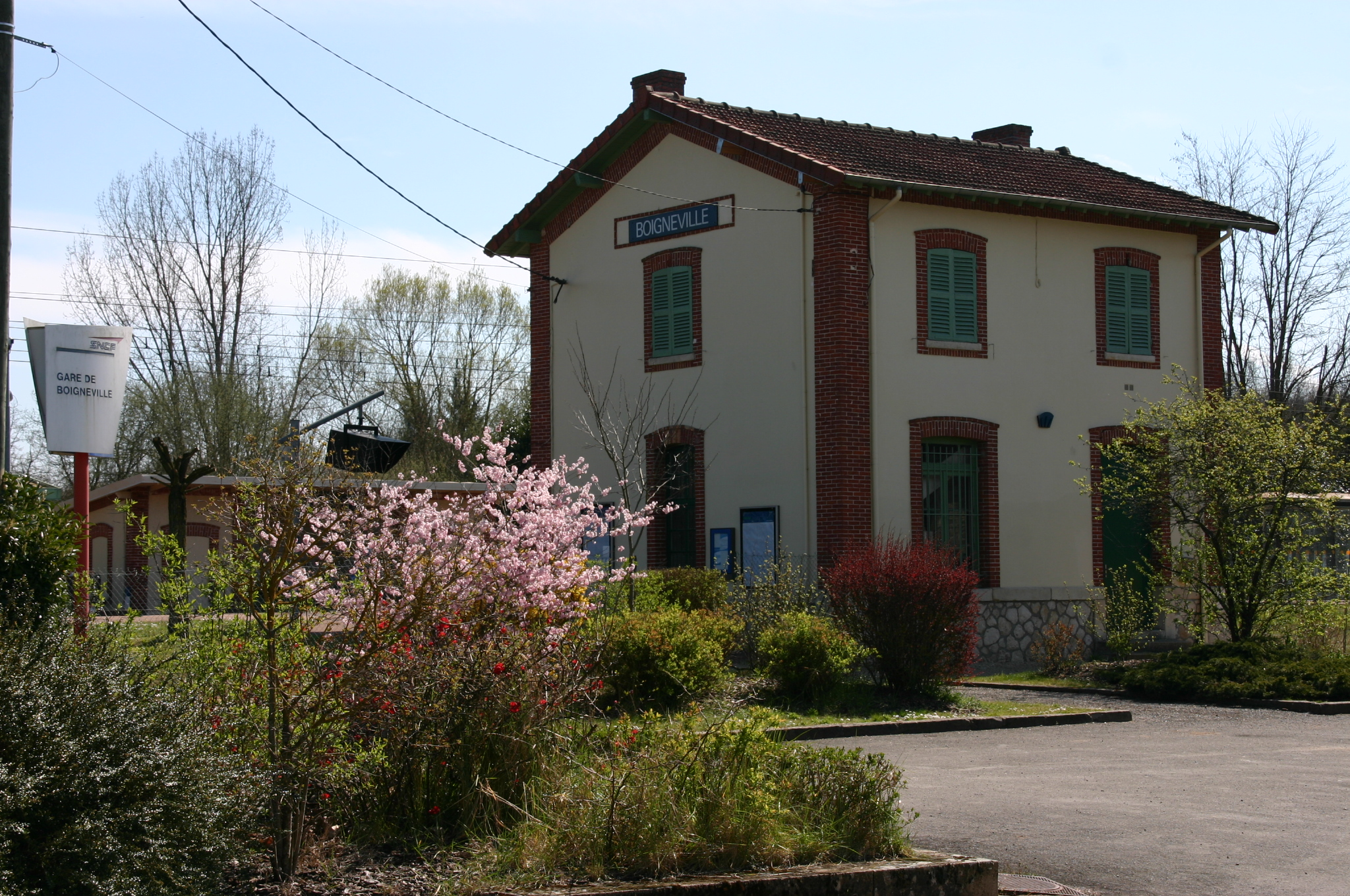
La gare de Boigneville.

La commune dispose sur son territoire de la gare de Boigneville sur la ligne Villeneuve-Saint-Georges - Montargis desservie par la ligne D du RER d'Île-de-France.
Le sentier de grande randonnée GR 1 passe sur le côté est du territoire de la commune, entre Malesherbes au sud et Buno-Bonnevaux au nord.

## Urbanisme

### Typologie
Au 1er janvier 2024, Boigneville est catégorisée commune rurale à habitat dispersé, selon la nouvelle grille communale de densité à sept niveaux définie par l'Insee en 2022.
Elle est située hors unité urbaine. Par ailleurs la commune fait partie de l'aire d'attraction de Paris, dont elle est une commune de la couronne,. Cette aire regroupe 1 929 communes,.

## Toponymie
L'origine du nom de la commune est peu connue. L'orthographe n'a pas varié depuis sa création en 1793.

## Population et société

### Démographie

#### Évolution démographique
L'évolution du nombre d'habitants est connue à travers les recensements de la population effectués dans la commune depuis 1793. Pour les communes de moins de 10 000 habitants, une enquête de recensement portant sur toute la population est réalisée tous les cinq ans, les populations de référence des années intermédiaires étant quant à elles estimées par interpolation ou extrapolation. Pour la commune, le premier recensement exhaustif entrant dans le cadre du nouveau dispositif a été réalisé en 2007.

En 2022, la commune comptait 376 habitants, en évolution de −4,08 % par rapport à 2016 (Essonne : +2,89 %, France hors Mayotte : +2,11 %).
| 1793 | 1800 | 1806 | 1821 | 1831 | 1836 | 1841 | 1846 | 1851 |
| ---- | ---- | ---- | ---- | ---- | ---- | ---- | ---- | ---- |
| 432  | 312  | 401  | 373  | 439  | 431  | 416  | 445  | 448  |

| 1856 | 1861 | 1866 | 1872 | 1876 | 1881 | 1886 | 1891 | 1896 |
| ---- | ---- | ---- | ---- | ---- | ---- | ---- | ---- | ---- |
| 464  | 449  | 592  | 450  | 444  | 454  | 492  | 507  | 486  |

| 1901 | 1906 | 1911 | 1921 | 1926 | 1931 | 1936 | 1946 | 1954 |
| ---- | ---- | ---- | ---- | ---- | ---- | ---- | ---- | ---- |
| 507  | 523  | 527  | 470  | 421  | 422  | 420  | 459  | 439  |

| 1962 | 1968 | 1975 | 1982 | 1990 | 1999 | 2006 | 2007 | 2012 |
| ---- | ---- | ---- | ---- | ---- | ---- | ---- | ---- | ---- |
| 402  | 366  | 367  | 333  | 451  | 461  | 427  | 422  | 399  |

| 2017 | 2022 | - | - | - | - | - | - | - |
| ---- | ---- | - | - | - | - | - | - | - |
| 389  | 376  | - | - | - | - | - | - | - |

#### Pyramide des âges
En 2018, le taux de personnes d'un âge inférieur à 30 ans s'élève à 29,0 %, soit en dessous de la moyenne départementale (39,9 %). À l'inverse, le taux de personnes d'âge supérieur à 60 ans est de 29,3 % la même année, alors qu'il est de 20,1 % au niveau départemental.
En 2018, la commune comptait 193 hommes pour 194 femmes, soit un taux de 50,13 % de femmes, légèrement inférieur au taux départemental (51,02 %).
Les pyramides des âges de la commune et du département s'établissent comme suit.
| Hommes | Classe d’âge | Femmes |
| ------ | ------------ | ------ |
| 0,5    | 90 ou +      | 2,6    |
| 7,3    | 75-89 ans    | 4,1    |
| 23,4   | 60-74 ans    | 20,7   |
| 24,7   | 45-59 ans    | 23,7   |
| 14,4   | 30-44 ans    | 20,4   |
| 14,4   | 15-29 ans    | 14,3   |
| 15,3   | 0-14 ans     | 14,2   |

| Hommes | Classe d’âge | Femmes |
| ------ | ------------ | ------ |
| 0,5    | 90 ou +      | 1,4    |
| 5,4    | 75-89 ans    | 7,2    |
| 12,9   | 60-74 ans    | 13,9   |
| 20     | 45-59 ans    | 19,4   |
| 19,9   | 30-44 ans    | 20,1   |
| 20     | 15-29 ans    | 18,2   |
| 21,3   | 0-14 ans     | 19,8   |

## Politique et administration

### Politique locale
La commune de Boigneville est rattachée au canton de Mennecy, représenté par les conseillers départementaux Patrick Imbert (UMP) et Caroline Parâtre (UMP), à l'arrondissement d’Évry et à deuxième circonscription de l'Essonne, représentée par le député Franck Marlin (UMP).
L'Insee attribue à la commune le code 91 2 18 069. La commune de Boigneville est enregistrée au répertoire des entreprises sous le code SIREN 219 100 690. Son activité est enregistrée sous le code APE 8411Z.

### Liste des maires
| Période                                  | Période  | Identité                   | Étiquette | Qualité                     |
| ---------------------------------------- | -------- | -------------------------- | --------- | --------------------------- |
| Les données manquantes sont à compléter. |          |                            |           |                             |
| 2001                                     | En cours | Jean-Jacques Boussaingault | UMP       | Notaire, Conseiller général |

### Tendances et résultats politiques
Élections présidentielles, résultats des deuxièmes tours :
- Élection présidentielle de 2002 : 81,02 % pour Jacques Chirac (RPR), 18,98 % pour Jean-Marie Le Pen (FN), 85,48 % de participation[33].
- Élection présidentielle de 2007 : 67,92 % pour Nicolas Sarkozy (UMP), 32,08 % pour Ségolène Royal (PS), 85,44 % de participation[34].
- Élection présidentielle de 2012 : 62,87 % pour Nicolas Sarkozy (UMP), 37,13 % pour François Hollande (PS), 83,29 % de participation[35].

Élections législatives, résultats des deuxièmes tours :
- Élections législatives de 2002 : 78,57 % pour Franck Marlin (UMP), 21,43 % pour Gérard Lefranc (PCF), 60,00 % de participation[36].
- Élections législatives de 2007 : 65,27 % pour Franck Marlin (UMP) élu au premier tour, 10,88 % pour Marie-Agnès Labarre (PS), 66,67 % de participation[37].
- Élections législatives de 2012 : 73,81 % pour Franck Marlin (UMP), 26,19 % pour Béatrice Pèrié (PS), 60,91 % de participation[38].

Élections européennes, résultats des deux meilleurs scores :
- Élections européennes de 2004 : 31,28 % pour Patrick Gaubert (UMP), 16,76 % pour Marielle de Sarnez (UDF), 48,30 % de participation[39].
- Élections européennes de 2009 : 28,29 % pour Michel Barnier (UMP), 14,47 % pour Marielle de Sarnez (MoDem), 43,53 % de participation[40].
- Élections européennes de 2014 : 29,38 % pour Alain Lamassoure (UMP), 23,16 % pour Aymeric Chauprade (FN), 53,39 % de participation[41].

Élections régionales, résultats des deux meilleurs scores :
- Élections régionales de 2004 : 59,25 % pour Jean-François Copé (UMP), 25,28 % pour Jean-Paul Huchon (PS), 74,35 % de participation[42].
- Élections régionales de 2010 : 69,01 % pour Valérie Pécresse (UMP), 30,99 % pour Jean-Paul Huchon (PS), 51,23 % de participation[43].

Élections cantonales, résultats des deuxièmes tours :
- Élections cantonales de 2004 : 84,12 % pour Jean-Jacques Boussaingault (UMP), 15,88 % pour Martine Stehlin (PS), 74,87 % de participation[44].
- Élections cantonales de 2011 : 78,89 % pour Jean-Jacques Boussaingault (UMP), 21,11 % pour Marie-Anne Bachelerie (PS), 52,08 % de participation[45].

Élections municipales, résultats des deuxièmes tours :
- Élections municipales de 2001 : données manquantes.
- Élections municipales de 2008 : 223 voix pour Nadège Nioche (?), 223 voix pour Arlette Christophe (?), 68,56 % de participation[46].

Référendums :
- Référendum de 2000 relatif au quinquennat présidentiel : 53,85 % pour le Oui, 46,15 % pour le Non, 34,23 % de participation[47].
- Référendum de 2005 relatif au traité établissant une Constitution pour l'Europe : 53,82 % pour le Non, 46,18 % pour le Oui, 71,54 % de participation[48].

### Politique de développement durable
La commune a engagé une politique de développement durable en lançant une démarche d'Agenda 21 en 2010.

### Enseignement
Les établissements de Boigneville dépendent de l'académie de Versailles. Elle dispose sur son territoire d'une école élémentaire publique.

### Services publics
La commune dispose sur son territoire d'une agence postale.

### Jumelages
La commune n'a développée aucune association de jumelage.

## Vie quotidienne à Boigneville

### Lieux de culte
La paroisse catholique de Boigneville dépend du secteur pastoral de Milly-la-Forêt et du diocèse d'Évry-Corbeil-Essonnes. Elle dispose de l'église Notre-Dame-de-l’Assomption-de-la-Très-Sainte-Vierge.

### Médias
L'hebdomadaire Le Républicain relate les informations locales. La commune est en outre dans le bassin d'émission des chaînes de télévision France 3 Paris Île-de-France Centre, IDF1 et Téléssonne intégré à Télif.

## Économie
Un centre ARVALIS - Institut du végétal est situé sur le territoire de la commune.

### Emplois, revenus et niveau de vie
En 2010, le revenu fiscal médian par ménage était de 36 154 €, ce qui plaçait Boigneville au 5 351e rang parmi les 31 525 communes de plus de 39 ménages en métropole.
| Répartition des emplois par catégories socioprofessionnelles en 2006. |              |                                           |                                                   |                            |                          |                           |
|                                                                       | Agriculteurs | Artisans, commerçants, chefs d’entreprise | Cadres et professions intellectuelles supérieures | Professions intermédiaires | Employés                 | Ouvriers                  |
| Boigneville                                                           | -            | -                                         | -                                                 | -                          | -                        | -                         |
| Zone d’emploi d’Évry                                                  | 0,3 %        | 4,0 %                                     | 20,2 %                                            | 29,6 %                     | 28,2 %                   | 17,7 %                    |
| Moyenne nationale                                                     | 2,2 %        | 6,0 %                                     | 15,4 %                                            | 24,6 %                     | 28,7 %                   | 23,2 %                    |
| Répartition des emplois par secteurs d’activités en 2006.             |              |                                           |                                                   |                            |                          |                           |
|                                                                       | Agriculture  | Industrie                                 | Construction                                      | Commerce                   | Services aux entreprises | Services aux particuliers |
| Boigneville                                                           | -            | -                                         | -                                                 | -                          | -                        | -                         |
| Zone d’emploi d’Évry                                                  | 0,9 %        | 13,5 %                                    | 5,4 %                                             | 14,6 %                     | 16,2 %                   | 6,9 %                     |
| Moyenne nationale                                                     | 3,5 %        | 15,2 %                                    | 6,4 %                                             | 13,3 %                     | 13,3 %                   | 7,6 %                     |
| Sources : Insee,                                                      |              |                                           |                                                   |                            |                          |                           |

## Culture locale et patrimoine

### Patrimoine environnemental
Les berges de l'Essonne et les bois entourant le bourg ont été recensés au titre des espaces naturels sensibles par le conseil général de l'Essonne.

### Patrimoine architectural

#### Grotte de Prinvaux
La grotte de Prinvaux datée de la protohistoire ou du mésolithique[réf. nécessaire] et décorée de gravures rupestres a été inscrite aux monuments historiques le 13 octobre 1980.

#### Église Notre-Dame-de-l'Assomption-de-la-Très-Sainte-Vierge
La crypte du XVIIe siècle de l'église Notre-Dame-de-l'Assomption-de-la-Très-Sainte-Vierge du XIIIe siècle a été inscrite aux monuments historiques le 16 juillet 1925 puis classée le 6 juillet 1987.

Église Notre-Dame-de-l'Assomption-de-la-Très-Sainte-Vierge
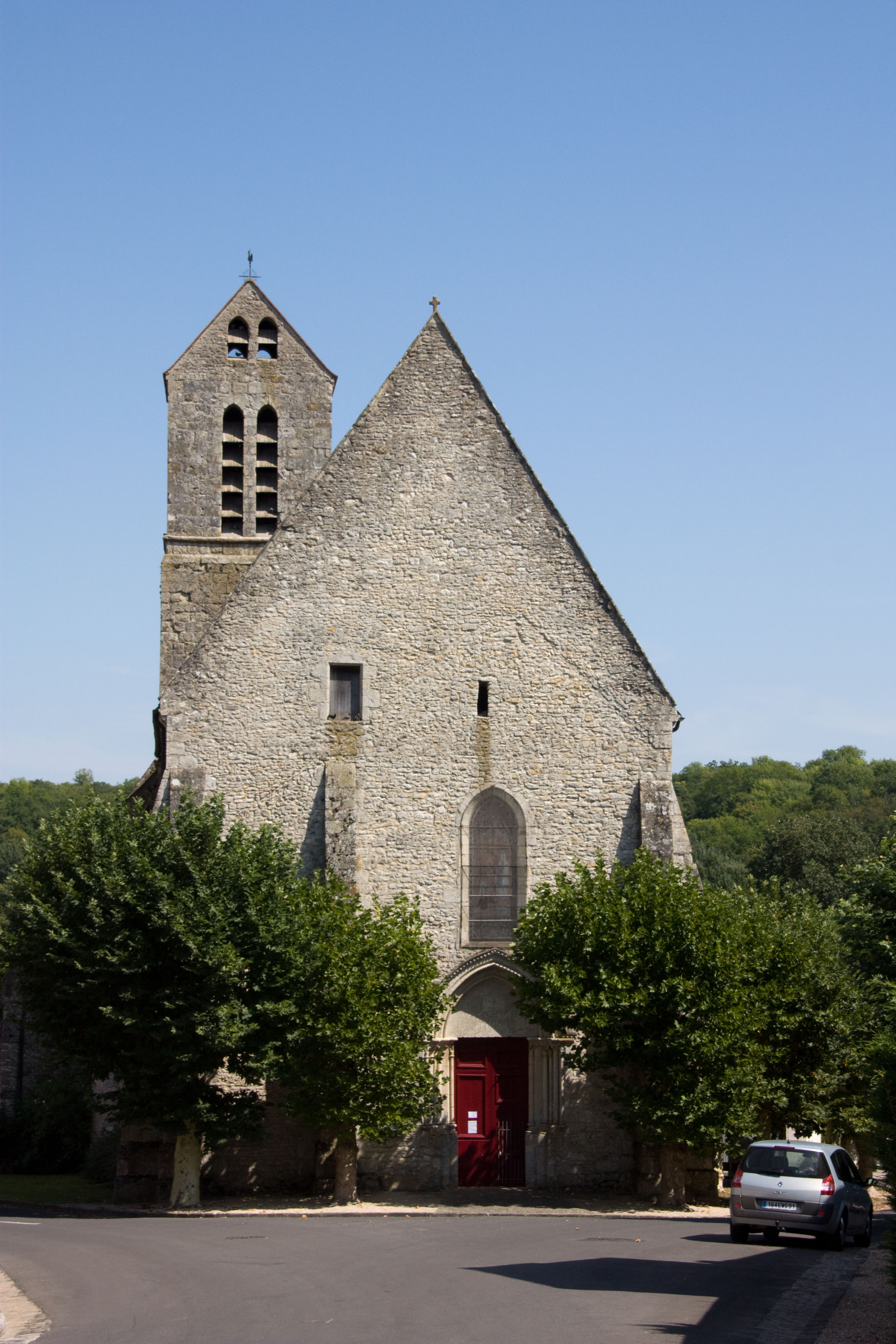
Façade ouest.
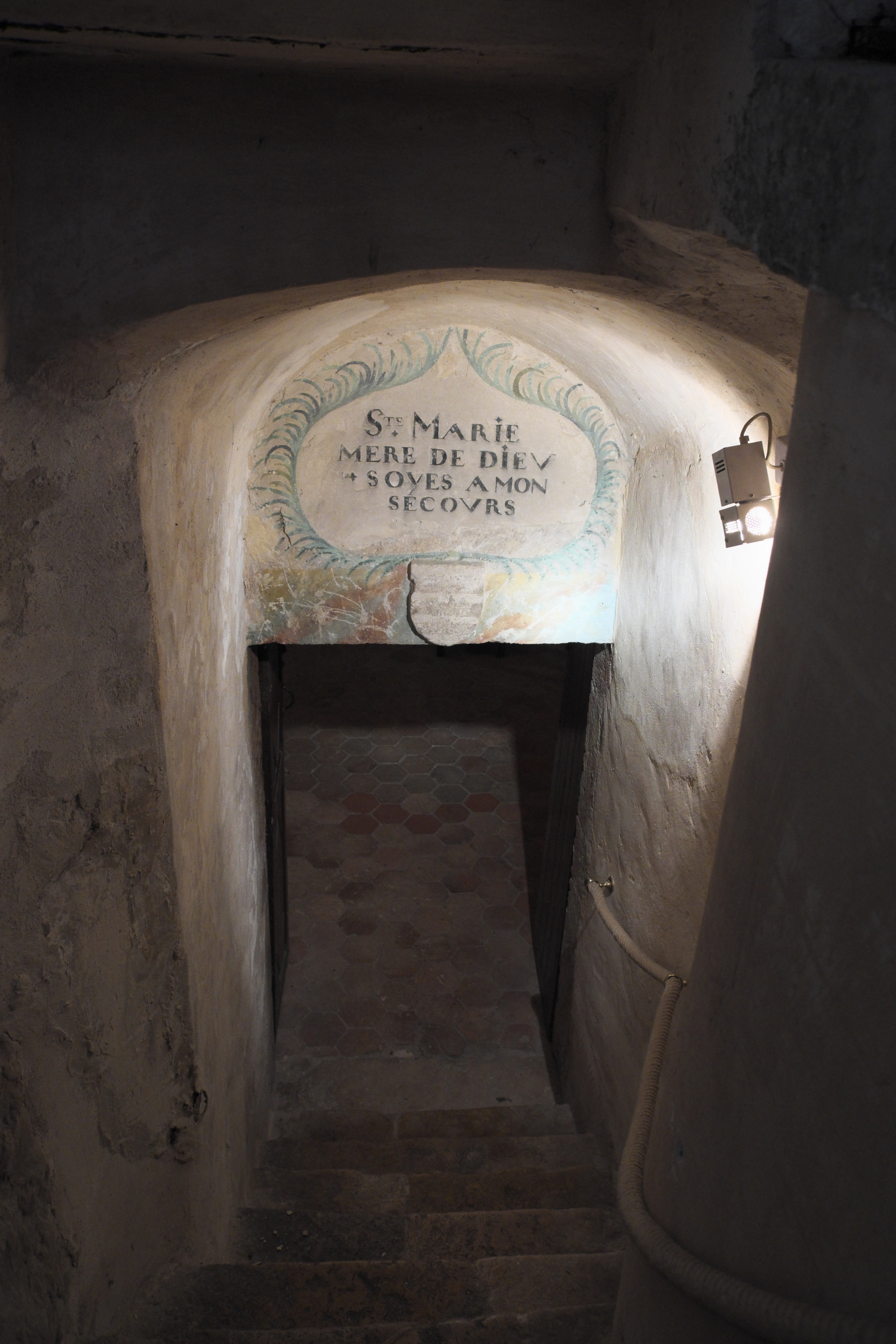
Descente à la crypte.
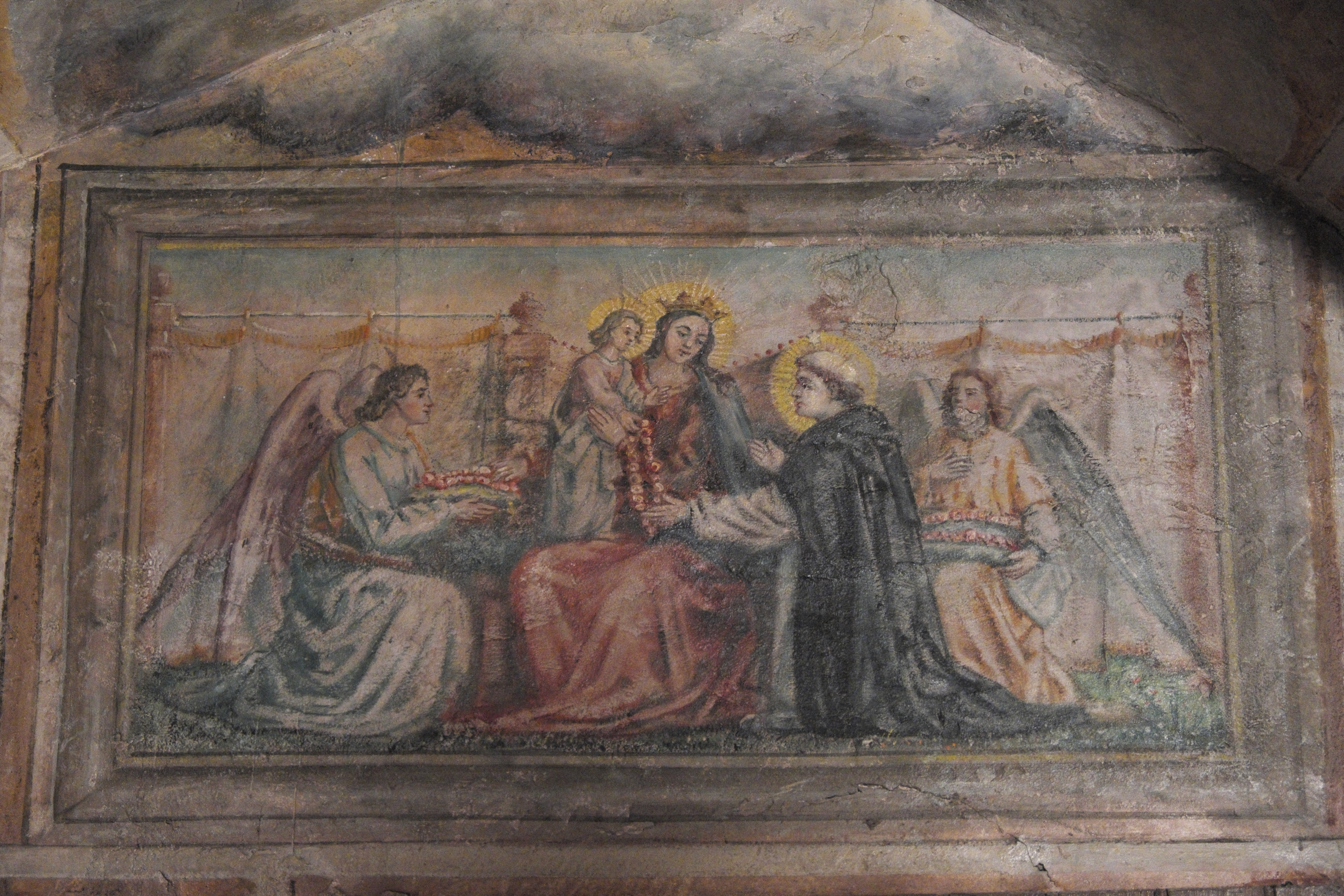
Frresque de la crypte.
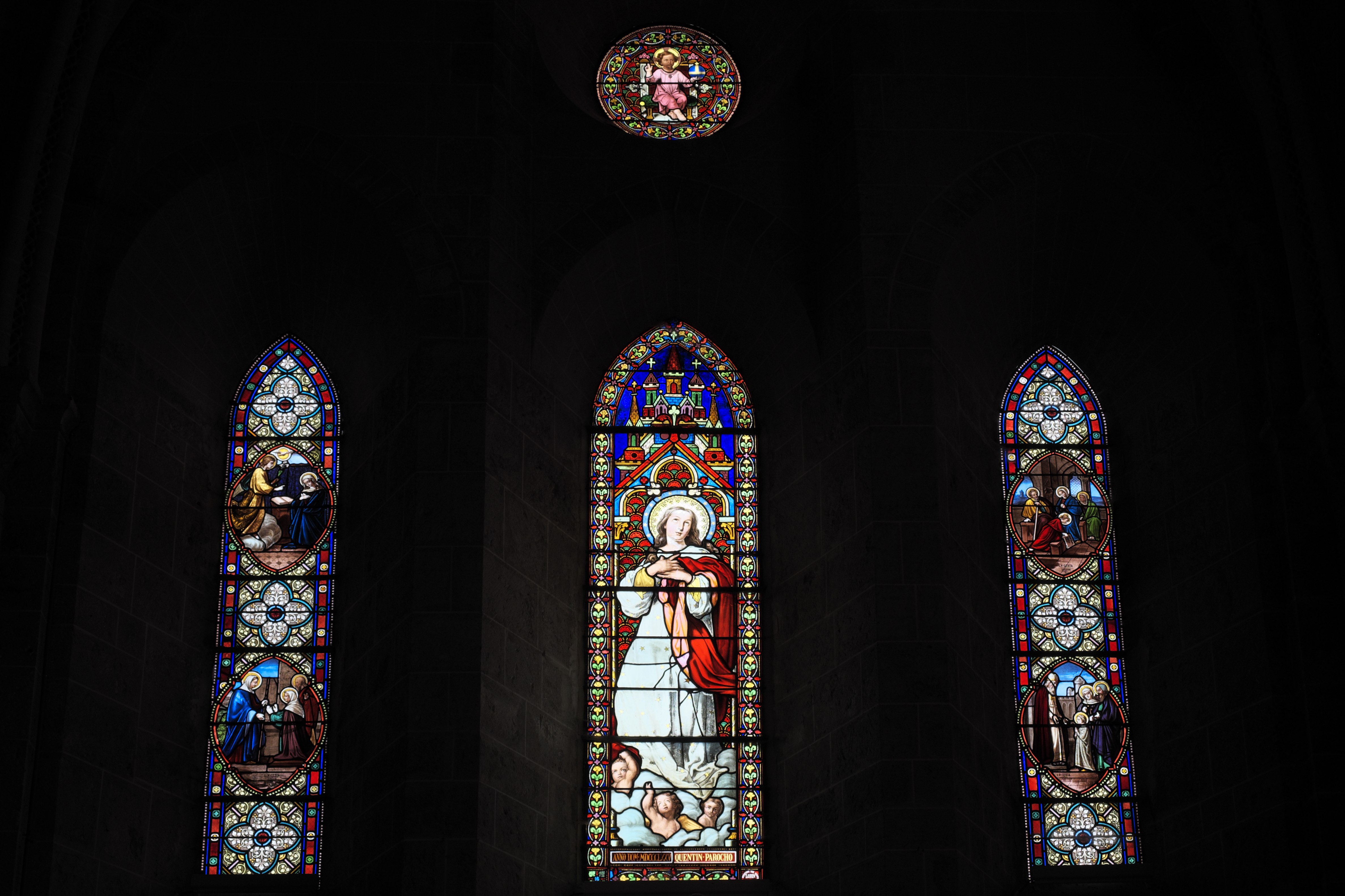
Vitraux des Ateliers Lorin et Gesta.
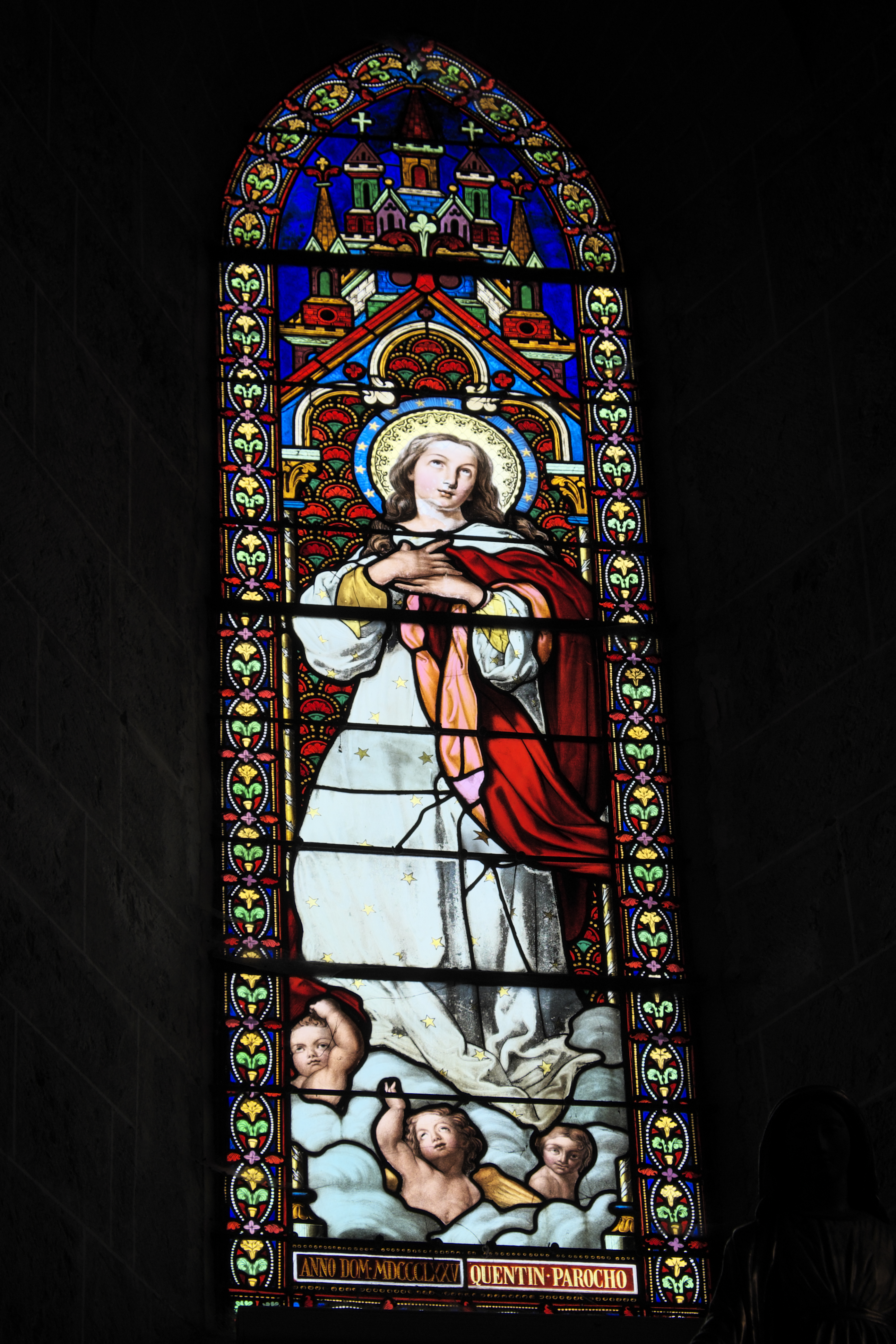
Vitrail de l'Assomption par Lorin, 1870.

### Boigneville dans les arts et la culture
- 1977 : La Coccinelle à Monte-Carlo de Vincent McEveety, avec Dean Jones et Don Knotts.
- 2023 : Tapie de Tristan Séguéla et Olivier Demangel, avec Laurent Lafitte et Joséphine Japy.

### Héraldique
| Blason de Boigneville | Blason  | D'argent à deux fasces d'azur accompagnées de six annelets de gueules. |
| Blason de Boigneville | Détails | Confirmé par la mairie.                                                |